# Резев, Александр Иоганнесович
Александр Иоганнесович Резев (1905 — 1970) — министр внутренних дел Эстонской ССР, генерал-майор (1945).

## Биография
Член ВКП(б). С июля 1940 до марта 1944 Центральном комитете коммунистической партии Эстонии. С 24 марта 1944 до 3 февраля 1951 народный комиссар, затем министр внутренних дел Эстонской ССР. Затем до 30 апреля 1952 в распоряжении Управления кадров Министерства внутренних дел, после чего до октября 1952 заместитель начальника МВД Костромы. С октября 1952 по июнь 1953 обучался в Высшей школе МВД. С июня 1953 до 24 ноября 1954 комендант Таллинской специальной школы милиции, ушёл на пенсию.

### Звания
- 03.04.1944, комиссар государственной безопасности;
- 09.07.1945, генерал-майор[3].